# Park stanowy Herrington Manor
Park stanowy Herrington Manor (ang. Herrington Manor State Park) – park stanowy w amerykańskim stanie Maryland, w hrabstwie Garrett. Park został otwarty w 1964 roku i ma powierzchnię 365 akrów (1,48 km²). Główną jego atrakcją jest sztucznie utworzone jezioro o powierzchni 53 akrów (0,21 km²), na którym można uprawiać sporty wodne. W parku znajduje się również 20 drewnianych domków kempingowych na wynajem oraz około 8 kilometrów znakowanych pieszych szlaków turystycznych, dostępnych dla rowerzystów górskich, a zimą również dla narciarzy. Park połączony jest z parkiem stanowym Swallow Falls szlakiem turystycznym o długości niemal 9 km, przebiegającym przez las stanowy Garrett.